# 茹魯巴蒂巴沙洲國家公園
22°12′04″S 41°29′35″W / 22.201°S 41.493°W

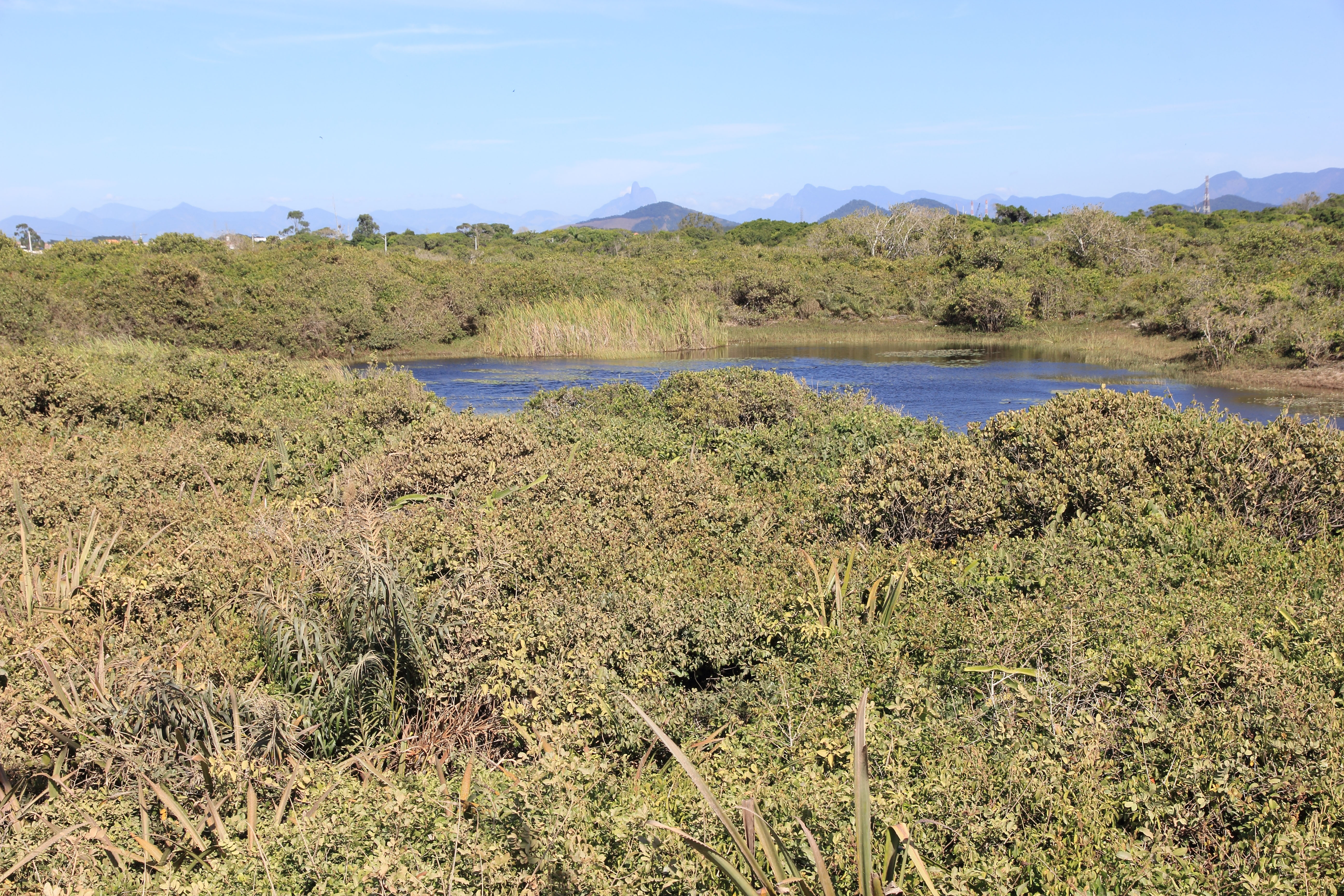

茹魯巴蒂巴沙洲國家公園（葡萄牙語：Parque Nacional da Restinga de Jurubatiba），是巴西的國家公園，位於該國東南部里約熱內盧州，成立於1998年4月29日，面積1.5萬公頃，覆蓋基薩馬、卡拉佩布斯和馬卡埃地區。